# Oporinia umpuncta
Oporinia umpuncta là một loài bướm đêm trong họ Geometridae.